# Vivian Kong
Kong Man Wai Vivian (Vancouver, 8 febbraio 1994) è una schermitrice hongkonghese, specializzata nella spada.

## Palmarès
- Olimpiadi

Parigi 2024: oro nella spada individuale.
- Mondiali

Budapest 2019: bronzo nella spada individuale.
Il Cairo 2022: bronzo nella spada individuale.
- Campionati asiatici

Seul 2011: bronzo nella spada a squadre.
Suwon 2014: bronzo nella spada a squadre.
Singapore 2015: bronzo nella spada a squadre.
Wuxi 2016: bronzo nella spada a squadre.
Hong Kong 2017: argento nella spada individuale e bronzo nella spada a squadre.
Bangkok 2018: oro nella spada individuale.